# Rita Marcotulli
Rita Marcotulli née à Rome le 10 mars 1959 est un pianiste de jazz et compositrice italienne.

## Biographie
Née à Rome, Rita Marcotulli qui est la fille d'un ingénieur du son qui a collaboré avec Nino Rota et Ennio Morricone, entre autres a commencé à jouer du piano à l'âge de 5 ans et est diplômée en musique classique de l'Académie nationale Sainte-Cécile.
Rita Marcotulli a commencé sa carrière professionnelle au début des années 1980 et a fait son premier enregistrement en 1984. Elle a collaboré entre-autres  avec Bobby Solo, Richard Galliano, Chet Baker, Enrico Rava, Kenny Wheeler, Peter Erskine, et Steve Grossman et s'est imposée comme une figure importante dans la scène jazz contemporaine.
En 1987 Rita Marcotulli a été nommée pour le prix du meilleur jeune talent dans les Jazz critiques NPR Musique Poll. En 1988, elle fait des tournées aux États-Unis et en Europe avec Billy Cobham, jouant également sur l'album Incoming de ce dernier. En 1996, elle joue en duo avec Pat Metheny au Festival de Sanremo. Elle a également eu une longue relation musicale avec Dewey Redman.
Le style de Marcotulli repose en grande partie sur l'improvisation, et ses influences proviennent des musiques brésilienne, africaine et indienne,,.
Également active en tant que compositrice de musique de scène et des partitions musicales pour des films, en 2010 elle remporte le Ruban d'argent de la meilleure musique de film, le Ciak d'oro et en 2011 le David di Donatello du meilleur musicien pour la bande sonore de Basilicata coast to coast réalisé par Rocco Papaleo.
Première femme à recevoir le David di Donatello elle est récompensée par le Premio Top Jazz 2011 comme meilleur artiste de jazz italien selon la revue  Musica Jazz.

## Discographie partielle
- 1993 : Night Caller - Label Bleu,
- 1995 :Nauplia - Egea,
- 2000 : Triboh - Polo Sud,
- 2006 :The Light Side of the Moon - Le Chant du Monde,
- 2007 : 
  - Concerti del Quirinale di Radio 3 - Rai Trade,
  - On the Edge of a Perfect Moment - Incipit,
  - Koiné - Storie di Note,
- 2008 : 
  - Zapping - Egea,
  - Appunti di viaggio - Goodfellas
- 2009 : The Woman Next Door - Label Bleu,
- 2011 : 
  - Variazioni su tema - S'ARD,
  - Basilicata Coast to Coast - Alice Records.